# Lista włoskich okrętów podwodnych
To lista okrętów podwodnych Włoch, podana chronologicznie według typów. Daty oznaczają okres budowy danego typu.

## Okręty podwodneRegia Marina(1861–1946)

### Okręty konwencjonalne

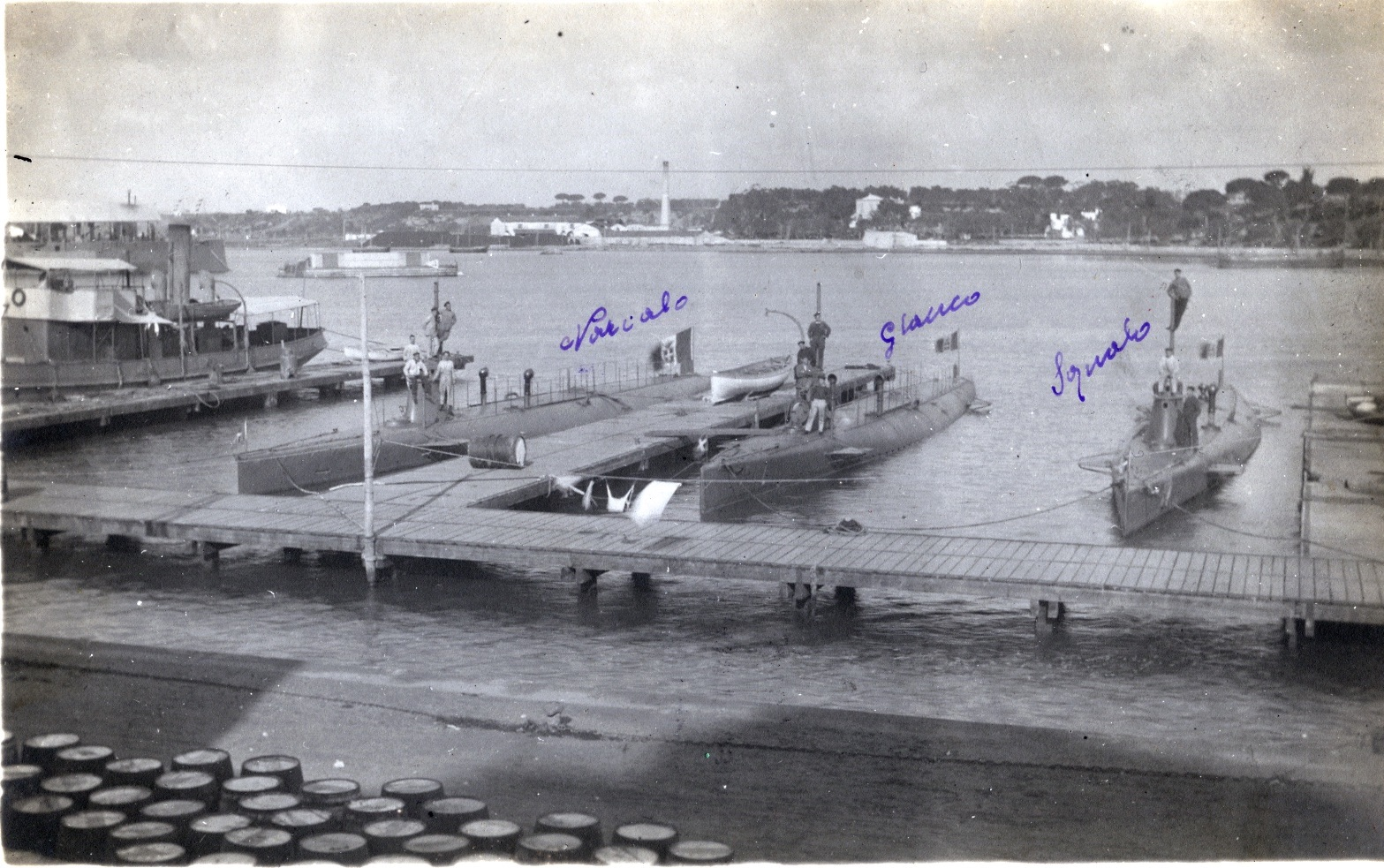
Okręty typu Glauco

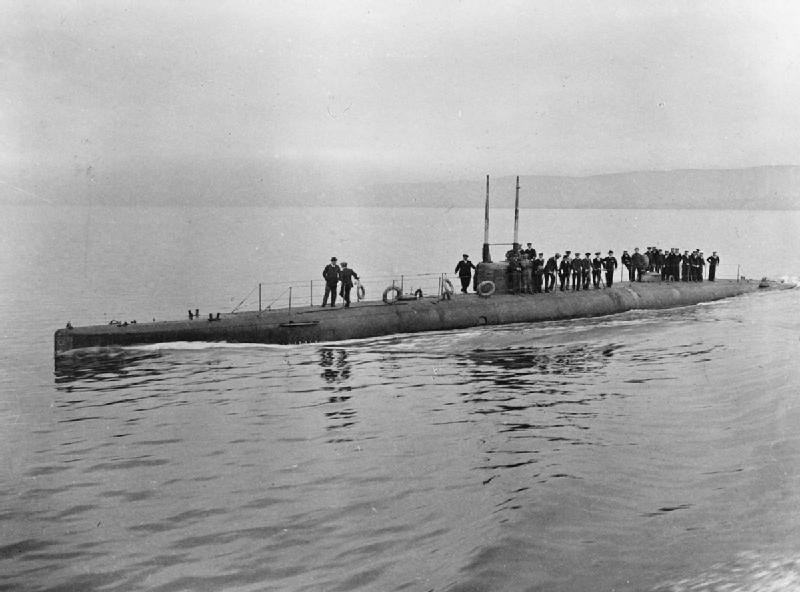
S 1

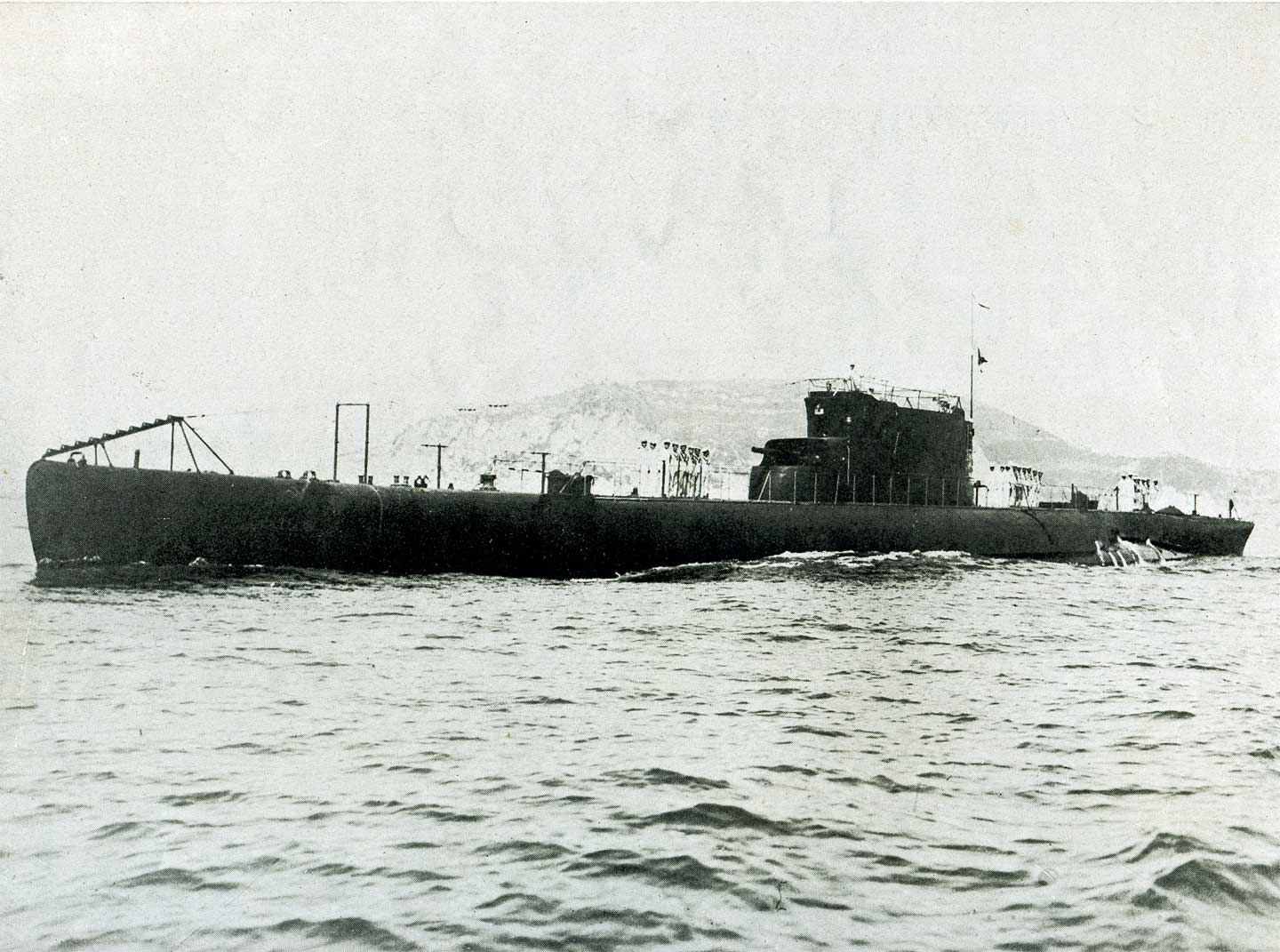
„Domenico Millelire”

„Macallè”

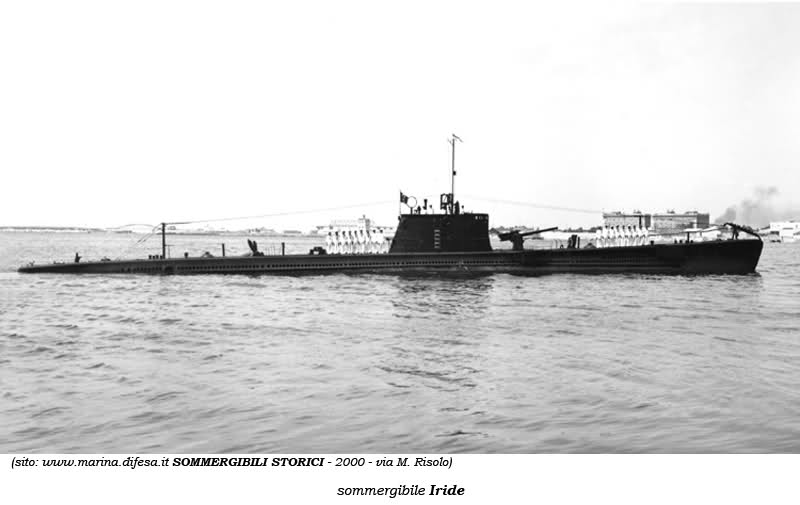
Iride (1936)

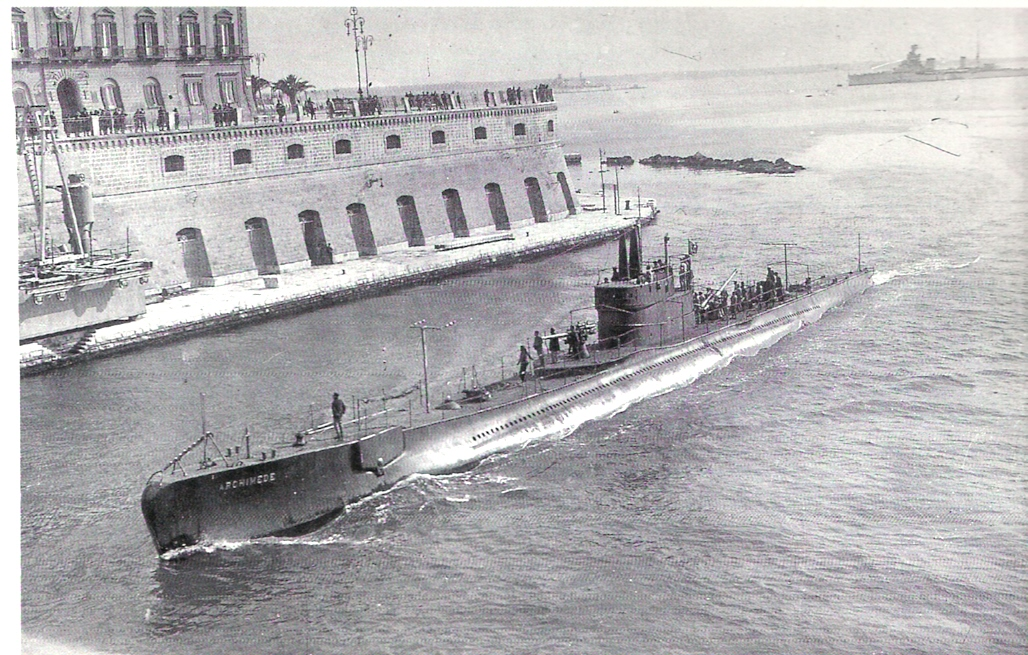
Archimede (1933)

- „Delfino” – 1 okręt, 1889–1895[1]
- typ Glauco – 5 okrętów, 1903–1909[1]
  - „Glauco” • „Narvalo” • „Otaria” • „Squalo” • „Tricheco”
- „Foca” – 1 okręt, 1907–1909[1]
- typ Medusa – 8 okrętów, 1910–1913[2]
  - „Medusa” • „Velella” • „Argo” • „Fisalia” • „Salpa” • „Jantina” • „Zoea” • „Jalea”
- „Atropo” – 1 okręt, 1911–1913[2]
- typ Nautilus – 2 okręty, 1911–1913[2]
  - „Nautilus” • „Nereide”
- typ Pullino – 2 okręty, 1912–1914[2]
  - „Giacinto Pullino” • „Galileo Ferraris”
- typ S – 3 okręty, 1912–1915[3]
  - S 1 • S 2 • S 3
- „Argonauta” – 1 okręt, 1913–1915[2]
- typ W – 4 okręty, 1913–1916[3]
  - W 1(inne języki) • W 2 • W 3(inne języki) • W 4
- „Balilla” – 1 okręt, 1914–1915[4]
- typ Pacinotti – 2 okręty, 1914–1916[1]
  - „Antonio Pacinotti” • „Alberto Guglielmotti”(inne języki)
- typ F – 21 okrętów, 1915–1918[3]
  - F 1 • F 2 • F 3 • F 4 • F 5 • F 6 • F 7 • F 8 • F 9 • F 10 • F 11 • F 12 • F 13 • F 14 • F 15 • F 16 • F 17 • F 18 • F 19 • F 20 • F 21
- typ Pietro Micca(inne języki) – 6 okrętów, 1915–1918[5]
  - „Pietro Micca”(inne języki) • „Angelo Emo”(inne języki) • „Luigi Galvani”(inne języki) • „Lorenzo Marcello”(inne języki) • „Lazzaro Mocenigo”(inne języki) • „Evangelista Torricelli”(inne języki)
- typ Barbarigo(inne języki) – 4 okręty, 1915–1919[1]
  - „Agostino Barbarigo”(inne języki) • „Andrea Provana”(inne języki) • „Giacomo Nani”(inne języki) • „Sebastiano Veniero”(inne języki)
- typ H – 8 okrętów, 1916–1918[4]
  - H 1(inne języki) • H 2(inne języki) • H 3 • H 4(inne języki) • H 5 • H 6(inne języki) • H 7 • H 8(inne języki)
- typ X 2 – 2 okręty, 1916–1918[4]
  - X 2(inne języki) • X 3
- typ N(inne języki) – 6 okrętów, 1916–1919[3]
  - N 1(inne języki) • N 2 • N 3 • N 4 • N 5 • N 6
- X 1 – 1 okręt, 1914–1915, zdobyty 1917[4]

- typ Mameli – 4 okręty, 1925–1929[6]
  - „Goffredo Mameli” • „Pier Capponi” • „Giovanni da Procida” • „Tito Speri”
- typ Balilla – 4 okręty, 1925–1929[7]
  - „Balilla” • „Domenico Millelire” • „Antonio Sciesa” • „Enrico Toti”
- typ Pisani – 4 okręty, 1925–1929[6]
  - „Vettor Pisani” • „Marcantonio Colonna” • „Giovanni Bausan” • „Des Geneys”
- „Ettore Fieramosca” – 1 okręt, 1926–1929[7]
- typ Bragadin – 2 okręty, 1927–1931[8]
  - „Marcantonio Bragadin” • „Filippo Corridoni”(inne języki)
- typ Bandiera – 4 okręty, 1928–1930[6]
  - „Fratelli Bandiera”(inne języki) • „Luciano Manara”(inne języki) • „Ciro Menotti”(inne języki) • „Santorre Santarosa”(inne języki)
- typ Squalo(inne języki) – 4 okręty, 1928–1931[8]
  - „Squalo”(inne języki) • „Narvalo”(inne języki) • „Delfino” • „Tricheco”(inne języki)
- typ Settembrini – 2 okręty, 1928–1932[8]
  - „Luigi Settembrini” • „Ruggiero Settimo”(inne języki)
- typ Argonauta(inne języki) – 7 okrętów, 1929–1933[9]
  - „Argonauta”(inne języki) • „Fisalia”(inne języki) • „Jalea”(inne języki) • „Jantina”(inne języki) • „Medusa”(inne języki) • „Salpa”(inne języki) • „Serpente(inne języki)”
- typ Sirena(inne języki) – 12 okrętów, 1931–1934[9]
  - „Ametista(inne języki)” • „Anfitrite”(inne języki) • „Diamante” • „Galatea” • „Naiade(inne języki)” • „Nereide”(inne języki) • „Ondina” • „Rubino” • „Sirena”(inne języki) • „Smeraldo” • „Topazio(inne języki)” • „Zaffiro”
- typ Archimede – 4 okręty, 1931–1935[7]
  - „Archimede”(inne języki) • „Galileo Ferraris”(inne języki) • „Galileo Galilei”(inne języki) • „Evangelista Torricelli”(inne języki)
- „Pietro Micca”(inne języki) – 1 okręt, 1931–1935[10]
- typ Argo – 2 okręty, 1931–1937[8]
  - „Argo”(inne języki) • „Velella”(inne języki)
- typ Glauco – 2 okręty, 1932–1935[10]
  - „Glauco” • „Otaria”
- typ Calvi(inne języki) – 3 okręty, 1932–1936[10]
  - „Pietro Calvi”(inne języki) • „Giuseppe Finzi”(inne języki) • „Enrico Tazzoli”(inne języki)
- typ Perla(inne języki) – 10 okrętów, 1935–1936[9]
  - „Perla”(inne języki) • „Ambra”(inne języki) • „Berillo(inne języki)” • „Corallo(inne języki)” • „Diaspro” • „Gemma” • „Iride”(inne języki) • „Malachite” • „Onice(inne języki)” • „Turchese(inne języki)”
- typ Adua – 17 okrętów, 1936–1938[11]
  - „Adua” • „Alagi(inne języki)” • „Aradam(inne języki)” • „Ascianghi”(inne języki) • „Axum”(inne języki) • „Beilul”(inne języki) • „Dagabur(inne języki)” • „Dessiè(inne języki)” • „Durbo(inne języki)” • „Gondar”(inne języki) • „Lafolè” • „Macallè” • „Neghelli(inne języki)” • „Scirè”(inne języki) • „Tembien(inne języki)” • „Uarsciek” • „Uebi Scebeli”
- typ Foca(inne języki) – 3 okręty, 1936–1939[10]
  - „Foca”(inne języki) • „Zoea”(inne języki) • „Atropo”(inne języki)
- typ Brin – 5 okrętów, 1936–1939[12]
  - „Benedetto Brin”(inne języki) • „Archimede”(inne języki) • „Luigi Galvani” • „Alberto Guglielmotti”(inne języki) • „Evangelista Torricelli”
- typ Marcello – 11 okrętów, 1937–1939[10]
  - „Lorenzo Marcello”(inne języki) • „Andrea Provana”(inne języki) • „Enrico Dandolo”(inne języki) • „Sebastiano Veniero”(inne języki) • „Lazzaro Mocenigo”(inne języki) • „Agostino Barbarigo”(inne języki) • „Giacomo Nani”(inne języki) • „Francesco Morosini”(inne języki) • „Comandante Cappellini” • „Comandante Faà di Bruno(inne języki)” • „Angelo Emo”(inne języki)
- typ Liuzzi – 4 okręty, 1938–1940[12]
  - „Console Generale Liuzzi” • „Alpino Bagnolini(inne języki)” • „Capitano Tarantini” • „Reginaldo Giuliani(inne języki)”
- typ Marconi – 6 okrętów, 1938–1940[12]
  - „Guglielmo Marconi”(inne języki) • „Luigi Torelli”(inne języki) • „Leonardo da Vinci” • „Alessandro Malaspina”(inne języki) • „Maggiore Baracca” • „Michele Bianchi”
- typ Cagni(inne języki) – 4 okręty, 1939–1941[12]
  - „Ammiraglio Cagni” • „Ammiraglio Caracciolo(inne języki)” • „Ammiraglio Millo” • „Ammiraglio Saint Bon”(inne języki)
- typ Acciaio – 13 okrętów, 1940–1942[13]
  - „Acciaio” • „Alabastro” • „Argento” • „Asteria” • „Avorio” • „Bronzo” • „Cobalto” • „Giada” • „Granito” • „Nichelio” • „Platino(inne języki)” • „Porfido” • „Volframio”
- typ N – 2 okręty, 1927–1929, zdobyte 1941[14]
  - N 1 • N 2
- N 3 – 1 okręt, 1917–1928, zdobyty 1941[14]
- typ Flutto – 27 okrętów, 1941–1943[15]
  - „Flutto” • „Gorgo” • „Grongo” • „Marea” • „Murena” • „Nautilo” • „Sparide” • „Tritone” • „Vortice(inne języki)” • „Spigola” • „Cernia” • „Dentice” • „Alluminio” • „Antimonio” • „Bario” • „Cromo” • „Ferro” • „Fosforo” • „Litio” • „Manganese” • „Piombo” • „Potassio” • „Rame” • „Silicio” • „Sodio” • „Zinco” • „Zolfo”
- typ FR 111 – 4 okręty, 1923–1928, zdobyte 1942[14]
  - FR 111 • FR 113 • FR 114 • FR 115
- typ FR 112 – 2 okręty, 1925–1930, zdobyte 1942[14]
  - FR 112 • FR 116
- FR 117 – 1 okręt, 1923–1929, zdobyty 1942[14]
- FR 118 – 1 okręt, 1925–1931, zdobyty 1942[14]
- typ Romolo – 12 okrętów, 1942–1943[6]
  - „Romolo” • „Remo” • R 3 • R 4 • R 5 • R 6 • R 7 • R 8 • R 9 • R 10 • R 11 • R 12
- typ S – 9 okrętów, 1942–1943[16]
  - S 1 • S 2 • S 3 • S 4 • S 5 • S 6 • S 7 • S 8 • S 9
- typ CM – 2 okręty, 1943–1945[17]
  - CM 1 • CM 2
- typ CC – 1 okręt, 1943[17]
  - CC 1

### Okręty miniaturowe

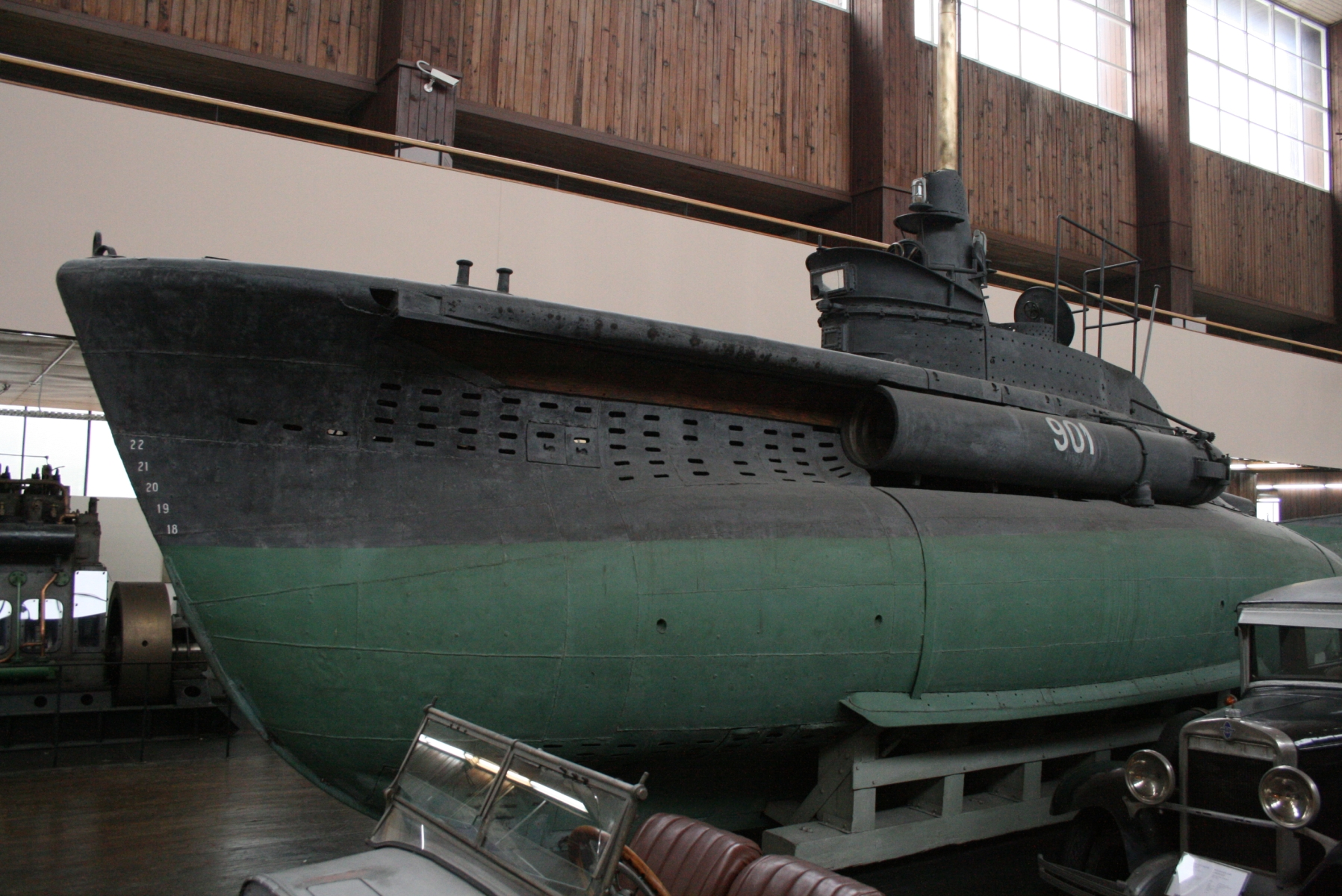
CB 20

- typ Alfa – 2 okręty, 1913[4]
  - „Alfa” • „Beta”
- typ A – 6 okrętów, 1915–1916[4]
  - A 1 • A 2 • A 3 • A 4 • A 5 • A 6
- typ B – 3 okręty, 1916[4]
  - B 1 • B 2 • B 3
- typ CA – 4 okręty, 1938–1943[17]
  - CA 1 • CA 2 • CA 3 • CA 4
- typ CB – 22 okręty, 1941–1943[17]
  - CB 1 • CB 2 • CB 3 • CB 4 • CB 5 • CB 6 • CB 7 • CB 8 • CB 9 • CB 10 • CB 11 • CB 12 • CB 13 • CB 14 • CB 15 • CB 16 • CB 17 • CB 18 • CB 19 • CB 20 • CB 21 • CB 22

## Okręty podwodneMarina Militare(1946 – obecnie)

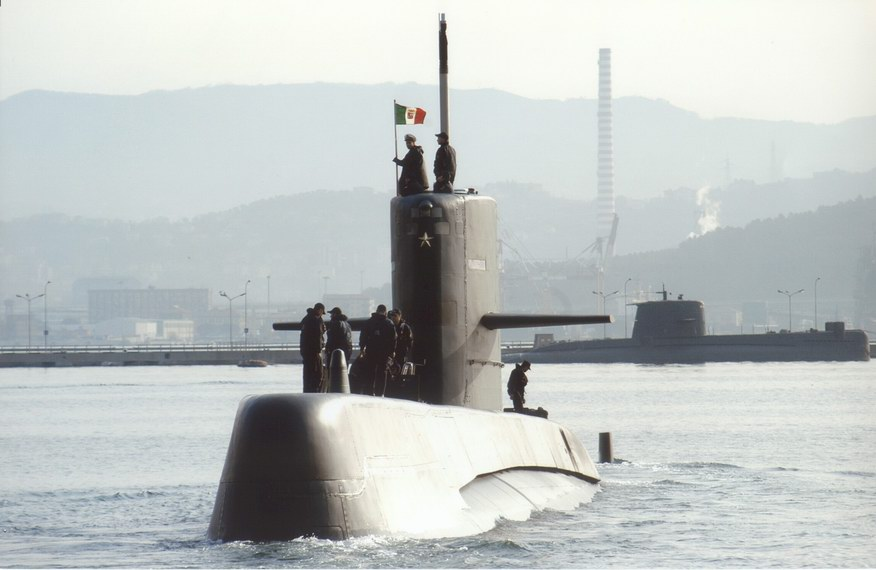
„Salvatore Pelosi”

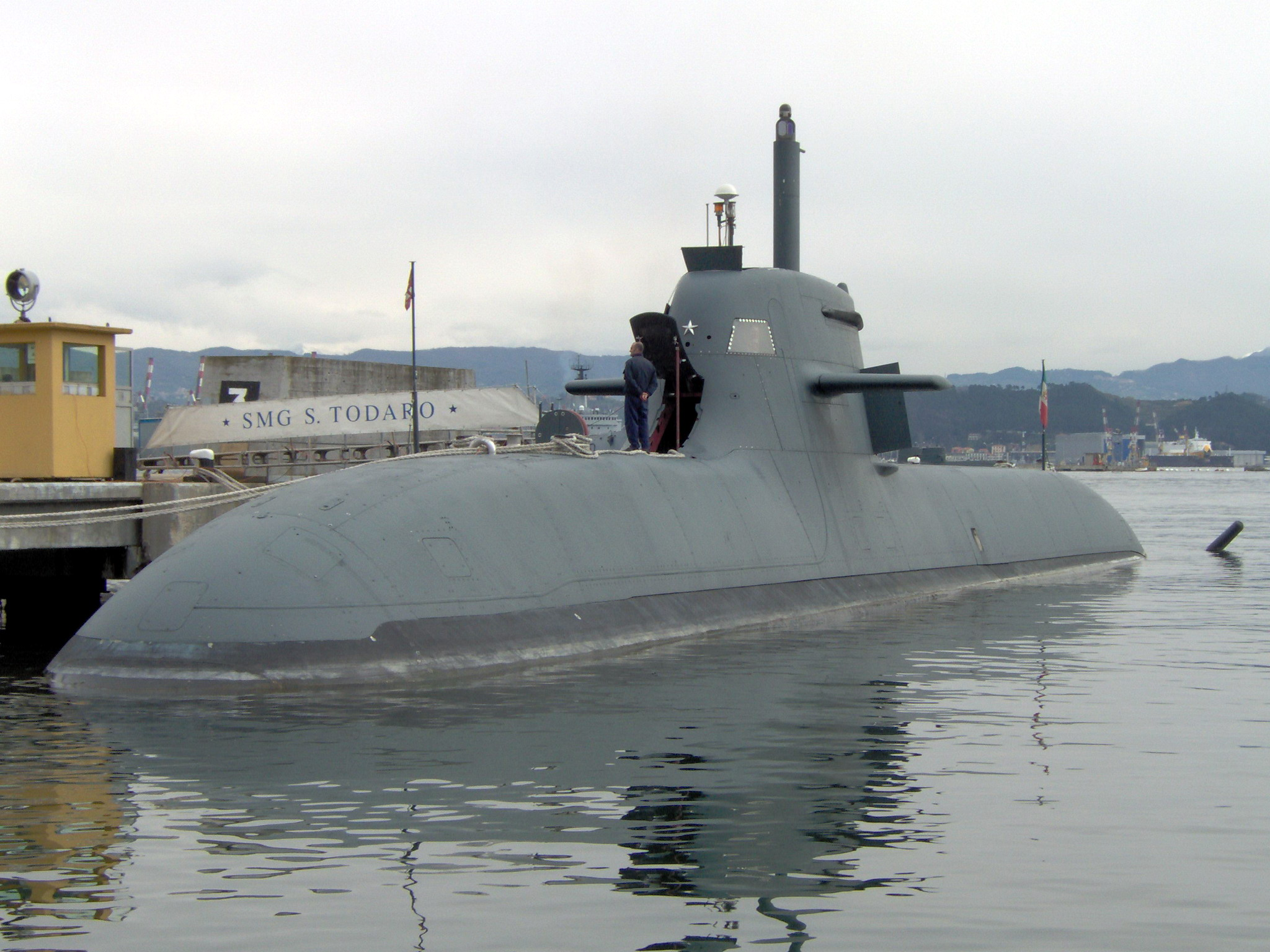
Salvatore Todaro (2003)

- typ Leonardo da Vinci – 2 okręty, 1941–1943, przejęte 1954–1955[18]
  - „Leonardo da Vinci” • „Enrico Tazzoli”
- „Pietro Calvi” – 1 okręt, 1957–1961[19]
- typ Evangelista Torricelli – 3 okręty, 1943–1944, przejęte 1960–1966[18]
  - „Evangelista Torricelli” • „Alfredo Cappellini” • „Francesco Morosini”
- typ Enrico Toti(inne języki) – 4 okręty, 1965–1969[18]
  - „Enrico Toti”(inne języki) • „Attilio Bagnolini” • „Enrico Dandolo”(inne języki) • „Lazzaro Mocenigo”(inne języki)
- typ Primo Longobardo – 2 okręty, 1944–1949, przejęte 1972[18]
  - „Primo Longobardo”(inne języki) • „Gianfranco Gazzana Priaroggia”(inne języki)
- typ Livio Piomatra – 2 okręty, 1949–1952, przejęte 1973–1974[18]
  - „Livio Piomatra” • „Romeo Romei”
- typ Sauro(inne języki) – 8 okrętów, 1974–1995[20]
  - „Nazario Sauro” • „Carlo Fecia di Cossato” • „Leonardo da Vinci” • „Guglielmo Marconi”(inne języki) • „Salvatore Pelosi” • „Giuliano Prini” • „Primo Longobardo”(inne języki) • „Gianfranco Gazzana Priaroggia”(inne języki)
- typ Todaro – 4 okręty, 1999–2017[21]
  - „Salvatore Todaro”(inne języki) • „Scirè”(inne języki) • „Pietro Venuti” • „Romeo Romei”(inne języki)